# Alexandre Olivar Daydí
Alexandre Olivar Daydí (Barcelona, 1 de febrero de 1919-Montserrat, 1 de octubre de 2018) fue un religioso benedictino, patrólogo y liturgista español, académico de la Academia de Buenas Letras de Barcelona. Especialista en san Pedro Crisólogo.

## Biografía

### Vocación y formación religiosa
Entró en el Monasterio de Montserrat el 29 de julio de 1934, donde fue ordenado sacerdote el 9 de agosto de 1942. De 1936 a 1939 estudió en la Abadía de Santa María Laach y el Monasterio de Maredsous, donde aprendió alemán y se interesó por san Pedro Crisólogo, de quien fue especialista y editor crítico de sus sermones en el Corpus Christianorum (1975-1982). Director de la Biblioteca de Montserrat entre 1946 y 1953, se encargó de la descripción de manuscritos e incunables y publicó los catálogos. De 1953 a 1958 fue superior de la comunidad del Santuario del Miracle (Solsona).
De regreso a Montserrat publicó su primer volumen de estudios sobre los sermones de San Pedro Crisólogo. Con motivo del Concilio Vaticano II, viajó a Roma, estableciéndose en la Ciudad Ererna entre 1962 y 1963, como secretario y consejero del cardenal Anselmo M. Albareda, entonces miembro de la comisión de liturgia de la primera sesión del Concilio Vaticano II.

### Líneas de investigación
Especialista de la liturgia catalano-narbonesa, publicó fuentes esenciales de la historia litúrgica de esta zona. En 1965 fue organizador y secretario general del II Congreso Litúrgico de Montserrat. Miembro correspondiente del Instituto de Estudios Catalanes, en 1969 promovió la fundación de la Sociedad catalana de Estudios Litúrgicos, filial del IEC, de la que sería presidente emérito hasta su fallecimiento.

## Obras publicadas
- El sacramentari de Vic (1953)
- Los sermones de san Pedro Crisólogo (1962)
- El sacramentari de Ripoll (1964)
- Catàleg dels incunables conservats a la Biblioteca de Montserrat (1955)
- Els manuscrits litúrgics de la Biblioteca de Montserrat (1969)
- Catàleg dels manuscrits de la Biblioteca del Monestir de Montserrat (1977)
- Diumenges I solemnitats. cicle b. segona part (1985)
- La predicación cristiana antigua (1991)
- El santoral del calendario (1999)
- El santoral del calendari (1999)
- La voz de los Padres en la Liturgia de las horas (2002) Junto con Jaume Fábregas
- Catàleg dels manuscrits de la Biblioteca del Monestir de Montserrat. Segon suplement (Scripta et Documenta) (2010)

## Publicaciones sobre él
- Gros i Pujol, Miquel dels Sants, "Bibliografia litúrgica i patrística de Dom Alexandre Olivar i Daydí", Miscel·lània litúrgica catalana, vol. XIX (2011), pp. 13-22.

## Premios y reconocimientos
- Académico numerario (Real Academia de las Buenas Letras de Barcelona, 1982)
- Doctor Honoris Causa (Ateneo Universitario Sant Pacià, 2017).